# DJ Dag

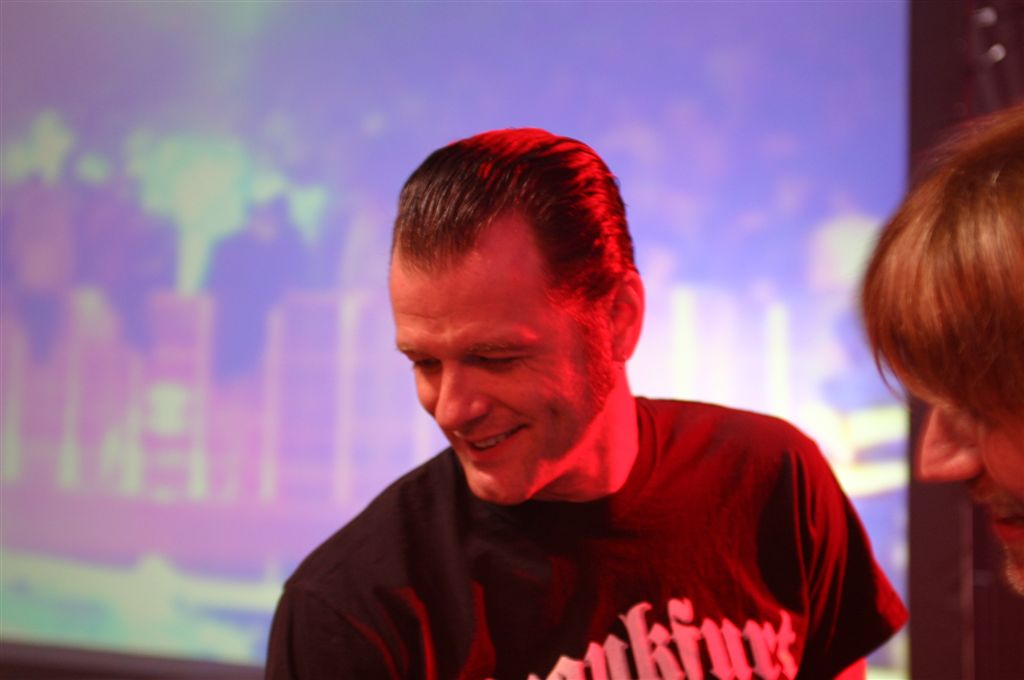
DJ Dag

DJ Dag, eigentlich Dag Lerner (* 2. September 1960 in Mörfelden) ist ein deutscher Trance-DJ und Musiker.

## Leben und Karriere
DJ Dag begann seine Karriere als DJ in der Frankfurter Trance-Szene. Er trägt maßgeblichen Anteil am Sound of Frankfurt, der von Anfang der 1990er Jahre an eine Trance-Euphorie auslöste. Von 1985 bis 1989 war er Resident-DJ in der Music-Hall, wechselte dann 1988 zum Dorian Gray, wo er bis 1993 wirkte. Danach folgte als letzte Station vor seiner Ausreise in die Vereinigten Staaten 1997 das Omen. Bekannt wurde er auch über seine Sets in der Radioshow hr3 clubnight.
Zusammen mit Jam El Mar bildete er das Projekt Dance 2 Trance, dessen größter Erfolg Power of American Natives im Jahre 1993 war, wofür Dag eine Goldene Schallplatte erhielt. Neben Dance 2 Trance hatten DJ Dag und Jam El Mar ein weiteres Projekt: Peyote. Es wurden zwar nur zwei Songs veröffentlicht, allerdings erreichte I Will Fight No More Forever Kult-Status in der Szene.
Eine weitere Zusammenarbeit hatte Dag mit dem Lunatec-Label-Chef und Produzenten Non-Eric. Zusammen bildeten sie das Projekt Crazy Malamute. Nach der Single Welcome to the Dorian Gray trennten sich die Wege der beiden im Jahre 2000.
Zwischenzeitlich wanderte DJ Dag in die USA aus, wo er in der Nähe von San Francisco lebte. Ende der neunziger Jahre zog die Familie wieder zurück nach Deutschland und Anfang 2000 dann nach Ibiza. Nach seiner Scheidung kehrte er nach Deutschland zurück.
2007 gründete er mit Peter Laupenmühlen (PeteL.) das Projekt The Flowmasterz, wo sie das Downloadalbum Intriguing Visions und gemeinsame Auftritte auf der Nature One verzeichnen konnten. 2010 veröffentlichte DJ Dag zusammen mit Dr. Motte die Single Sunfighter. 2011 folgte die Single What Is a Policeman, 2012 die Single A Wayward Angel.
Seit mehreren Jahren spielt Dag Lerner als Komparse in diversen Krimiproduktionen mit, beginnend mit dem Tatort Im Schmerz geboren 2014. Zuletzt war er in einer Nebenrolle in Pig zu sehen, dem Beitrag von Andreas Marschall zur 2019 veröffentlichten Weihnachtshorror-Anthologie Deathcember.

## Diskografie (Auswahl)

### Solo
Alben
- 2011: The Vinyls (digitales Album, Mato Music)
- 2011: Partners in Crime (The Unreleased Trax) (digitales Album, Mato Music)

Singles
- 1994: My Ol’ Lady (als B.I.A.)
- 1995: The Future Is Ours (als B.I.A.)
- 1997: It’s Inside My Soul
- 2001: Give Me a Break
- 2002: Latin Lovers
- 2002: People of the Main (Release Yourself)
- 2005: On My Own (als DJ Dag Project)
- 2012: A Wayward Angel (als Dag Lerner)
- 2013: Bottom of the Ocean (als Dag Lerner)

DJ Mixes
- 1993: Techno Trance - Trip One (4xMC mit Sven Väth, Mark Spoon und Jeff Mills)
- 1993: Logic Records Mastermix (MC)
- 1994: The Omen (MC)
- 1996: In the Mix – Join the Tribe
- 1997: hr Clubnight Volume 1
- 1999: Club Mix Volume One
- 2000: Club Mix Volume Two
- 2000: Mixed Emotions
- 2001: Mixed Emotions Vol. 2 - Final Live Mix at the Dorian Gray
- 2003: Essential DJ Mixes Vol. 1
- 2005: 20 Years of DJ Madness - Timeless Classic

### Kollaborationen
Alben
- 2000: Adlernebel (mit Peter Kuhlmann) – Adlernebel (interGROOVE/Fax +49-69/450464)
- 2017: DJ Dag & Gabriel Le Mar - Skatalite / Selectas Choice (LP, Complexx Music)

Singles
- 1989: Hanta Yo (mit Mischka Iljine) – The Joker
- 1992: The Odd Company (mit Rolf Ellmer) – Swing in Trance
- 1992: The Volunteers (mit Steffen Britzke) – Sun Down
- 1994: Dag & Alan – Another Hot Day at the Bay / Stoner
- 1996: Scorpio Rising (mit Hans Jörg Nonn) – Protect Mururoa / Nagasaki
- 2001: Ground Warriors (mit Frank Tomiczek) – Treu bis in den Tod
- 2001: The Customizers (mit Boris Bruchhaus) – When I Get Stoned
- 2005: Ryan Halifax – La Putina Bonita/Pimp My Bass
- 2010: DJ Dag Meets Anne Clark – Full Moon (Remixes)
- 2010: DJ Dag vs. Dr. Motte - Sunfighter
- 2013: DJ Dag & Matthew Kramer - LSD
- 2013: DJ Dag & Matthew Kramer - Space
- 2014: DJ Dag & Matthew Kramer - Follow Me
- 2014: DJ Dag & Jam El Mar – Meet Again EP
- 2015: DJ Dag & Matthew Kramer - Omen Ade (digital)
- 2018: DJ Dag & Matthew Kramer - Bullet’s Don’t Lie (digital)
- 2018: DJ Dag & Matthew Kramer feat. Linda Rocco & FAB - Running Up That Hill (digital)
- 2019: DJ Quicksilver & Dag - Zulu

### Mit Crazy Malamute
Alben
- 1997: The First Chapter (Lunatec)
- 1998: El Niño (Logic Records)
- 1999: The Collection (Kompilation, Lunatec)

Singles
- 1996: Stratocaster
- 1997: Braveheart
- 1997: Braveheart Mixes
- 1997: A Good and Decent Man
- 1997: The Promised Land
- 1998: Free to Ride
- 1999: Can’t Get Enough
- 2000: Welcome to the Dorian Gray
- 2000: Touch & Go

### Mit Peyote
- 1991: I Will Fight No More Forever (Remix)
- 1991: The Shaman’s Call
- 1992: Alcatratz